# Euphausia pacifica
Euphausia pacifica är en kräftdjursart som beskrevs av Hansen 1911. Euphausia pacifica ingår i släktet Euphausia och familjen lysräkor. Inga underarter finns listade i Catalogue of Life.

## Bildgalleri

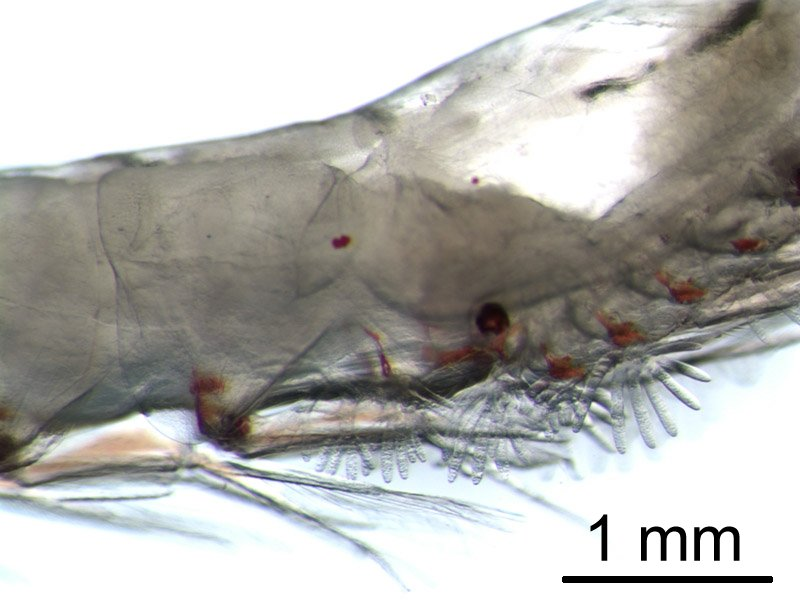
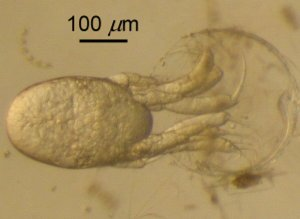